# Erin Tierney
Erin Tierney, född 29 juni 1970, är en friidrottare från Cooköarna. Hon deltog vid olympiska sommarspelen 1988.